# 佳能 EOS 350D
佳能 EOS-350D是佳能公司生產的數碼單鏡反光相機，又稱為EOS Kiss Digital N（日本市場）或Digital Rebel XT（北美市場），於2005年3月上市。

## 外部連結
- 官方網頁
  - （英文）日本佳能官方網頁
  - （中文）香港佳能官方網頁 （页面存档备份，存于）
- （英文）Flickr: Camera Finder: Canon: EOS Digital Rebel XT （页面存档备份，存于）